# Air Adriatic
Air Adriatic was een Kroatische chartermaatschappij met thuisbasis in Rijeka. Het bedrijf werd stopgezet in 2007.

## Geschiedenis
Air Adriatic werd opgericht in 2001 als Air Adriatic Charter.In 2002 volgde een herstart dankzij een 50% aandeel van het IJslandse Elmo Aviation. In augustus 2006 kwam Air Adriatic in Russische en Kazakse handen.

## Vloot
De vloot van Air Adriatic bestaat uit: (feb.2007)
- 3 McDonnell Douglas MD-82
- 1 McDonnell Douglas MD-83